# 金の国のたまごどんぶり
『金の国のたまごどんぶり』は、 2022年4月1日から2024年3月29日までTBSラジオにより制作されていたお笑いコンビ・金の国（渡部おにぎり、桃沢健輔）がパーソナリティを担当するラジオ番組。

## 概要
2021年12月19日深夜に「マイナビ Laughter Night 第7回チャンピオンLIVE」優勝特典として特番が放送され、2022年4月より「マイナビ Laughter Night」後半30分枠でレギュラー番組として放送。2023年4月から番組終了まではTBS Podcast番組『N93』で配信されていた。

## 放送時間
- 土曜 0:30 - 1:00（金曜深夜）（2022年4月 - 2023年3月・マイナビLaughter Night内・後半枠）
- 金曜 19:00（配信日、2023年4月 -）

## コーナー
おにぎり密着取材～あなたの手をにぎりたい～
渡部おにぎりが挑戦したいことや見守ってほしいことに密着するコーナー。
金のメロディー
金の国がチャンピオンライブで優勝したネタのように、最高のシチュエーションで最高のメロディーをかけるコントを募集するコーナー。
おにぎりぶりっ子情報
渡部おにぎりがしていたぶりっ子を募集するコーナー。
金のコンテンツ
おすすめしたいコンテンツを金の国にプレゼンするコーナー（アフタートーク限定コーナー）。
金の食レポ～美味い！を超えろ～
食事を食べた後の一言目を募集するコーナー。
金のASMR
番組ジングルとなるASMRっぽい音声を募集するコーナー。